# Puente Quintos
El puente Quintos también conocido en menor frecuencia como puente de los Quintos o puente de Quintos, es un puente de carretera inaugurado en 1920 y situado sobre el río Esla ya en el embalse de Ricobayo, en la localidad de Santa Eulalia de Tábara, Ayuntamiento de Moreruela de Tábara, provincia de Zamora, en España.
Por este viaducto de primeros del siglo XX transita la carretera local de Castilla y León ZA-123 que se encuentra gestionada por la Junta de Castilla y León. También es parte del Camino de Santiago Sanabrés. Une las comarcas zamoranas de Tierra de Tábara y Tierra de Campos mediante esta infraestructura que enlaza la N-631 en Tábara con la Autovía Ruta de la Plata en las proximidades del pueblo de Granja de Moreruela. Aunque es un viaje más largo, es la carretera alternativa para llegar a Tábara sin pasar por el conocido como "peor tramo de una carretera nacional en España" en la N-631 por el puente de la Estrella de 1933.

## Características
Inaugurado en 1920, es un puente de sólida fábrica en piedra cuarcita de mampostería y en menor medida en algunas zonas como los arcos se emplea sillería. Está compuesto por nueve arcos de medio punto de unos 10 m de luz y una longitud total de 110 m aproximadamente.
La materia prima fue extraída de las canteras de cuarcita del cercano pueblo de Bretó.

## Paraje de Puente Quintos
La zona de Puente Quintos se ha convertido en un atractivo turístico y deportivo en los últimos años. Es uno de los puntos de referencia de la escalada en la provincia de Zamora. También es una zona de práctica de pesca, principalmente de barbo y lucio.
A pocos metros del puente se encuentra la ermita de La Pedrera también conocida como ermita de Puente Quintos, donde se celebra anualmente la romería de La Pedrera, en la que se procesiona la imagen del Niño de la Bola desde Granja de Moreruela hasta la ermita.